# Alpheus ǃNaruseb
Alpheus ǀGou-ǃna ǃNarusebKlicklaut (* 20. März 1954 in Usakos, Südwestafrika) ist ein namibischer Politiker der SWAPO.
Von 2015 bis Februar 2018 war er Minister im Ministerium für Öffentliche Arbeiten und Verkehr im Kabinett Geingob I. Danach bekleidete er bis März 2020 das Amt des Ministers für Landwirtschaft, Wasser und Forstwirtschaft.

## Werdegang
ǃNaruseb besuchte von 1970 bis 1975 die Martin Luther High School in Okombahe. Er belegte ein Studium der Rechtswissenschaften an der Universität von Namibia.
ǃNaruseb ist 1975 der SWAPO-Partei beigetreten. Ende der 1980er Jahre diente er im internen Parteigremium für Wirtschaft. 1991 wurde er Mitglied des SWAPO-Zentralkomitees und dient seit 1995 in der Nationalversammlung.
1997 wurde ǃNaruseb zum Vizeminister im Ministerium für Fischerei und Meeresressourcen und wechselte 2003 in gleichem Amt ins Justizministerium. 2005 wurde er Minister im Ministerium für Arbeit und Sozialwohlfahrt 2008 wurde !Naruseb Minister für Ländereien und Umsiedlung.